# أندريس مارتينيز ترويبا
أندريس مارتينيز ترويبا (بالإسبانية: Andrés Martínez Trueba) (و. 1884 – 1959 م) هو كيميائي، وسياسي، وعالم اقتصاد من الأوروغواي ولد في مونتيفيديو.

## روابط خارجية
- أندريس مارتينيز ترويبا على موقع مونزينجر (الألمانية)